# باشگاه فوتبال دروک استارز
باشگاه فوتبال دروک استارز که گاهی اوقات با نام دروک استار شناخته می‌شود، یک باشگاه فوتبال بوتانی از تیمفو بود. این تیم دو بار قهرمان کشور شده و از سال ۲۰۰۲، زمانی که اولین عنوان قهرمانی خود را کسب کرد، تا سال ۲۰۱۰ در لیگ دسته یک رقابت می‌کرد و در سال ۲۰۰۹ عنوان دوم را کسب کرد. آنها در سال ۲۰۱۱ در لیگ دسته یک غایب بودند، اما در سال ۲۰۱۲ در لیگ دسته دو بازی کردند و قهرمان شدند. آنها با بازگشت به لیگ برتر، برای اولین بار در سال ۲۰۱۴ به لیگ ملی راه یافتند. آنها علاوه بر دو عنوان قهرمانی در لیگ دسته یک و یک عنوان قهرمانی در لیگ دسته دو، در سال ۲۰۱۰ نماینده بوتان در جام پرزیدنت آسیا نیز بوده‌اند.
پس از فصل ۲۰۲۰، این باشگاه به دنبال تصمیم فدراسیون فوتبال بوتان مبنی بر اعمال محرومیت مادام العمر برای مالک باشگاه به دلیل تبانی در طول فصل ۲۰۲۰، منحل شد.